# Erik Herseth
Erik Johan Herseth (ur. 9 lipca 1892 w Oslo, zm. 28 stycznia 1993 tamże) – norweski śpiewak operowy, wojskowy i żeglarz, olimpijczyk, zdobywca złotego medalu w regatach na Letnich Igrzyskach Olimpijskich w 1920 roku w Antwerpii.
Na Letnich Igrzyskach Olimpijskich 1920 zdobył złoto w żeglarskiej klasie 10 metrów (formuła 1907). Załogę jachtu Eleda tworzyli również Sigurd Holter, Ole Sørensen, Peter Jamvold, Gunnar Jamvold, Claus Juell i Ingar Nielsen.
Był porucznikiem Norweskich Sił Powietrznych i oficerem norweskich wojsk w Szwecji podczas II wojny światowej. Śpiewał barytonem, związany był z Opera Comique w Oslo oraz Volksoper Wien. Ojciec sopranistki Astrid Herseth.